# Antonio Reverte
Antonio Reverte Jiménez (Alcalá del Río, 1868 - Madrid, 1903) fue un torero español.

## Biografía

### Primeros años, nacimiento y matrimonio
Nació el 28 de abril de 1868 en Alcalá del Río (Sevilla). Hijo de Diego Reverte Navarro, un jornalero natural de Lorca,  y de María Pastora Jiménez González, nacida y residente en Alcalá del Río. Una placa en la fachada señala la casa en la que vino al mundo en la calle Real de Castilla. Fue bautizado al día siguiente siendo los padrinos Antonio Barahona y María Dolores Muñoz y recibiendo los nombres de Antonio Prudencio de la Santísima Trinidad Asistió durante los años 1877 y 1878 a la Escuela Municipal de Niños obteniendo unas notables calificaciones. Aunque pronto la tuvo que abandonar para trabajar con su padre de mozo de labor. 
Antonio Reverte era delgado y atezado de rostro, rizoso de pelo negro, esbelto de cuerpo, de regular estatura (medía 167 cm, que se puede considerar una altura media para la época).
Contrajo matrimonio con Encarnación Osuna Noguera el 16 de diciembre de 1898 en singulares circunstancias, ya que el enlace se celebró en la propia casa del torero a las 12 de la noche  para evitar la enorme expectación que la boda del famosísimo torero supondría en el pueblo y la cantidad de personas que atraería desde los pueblos del contorno y de la capital. No tuvieron hijos. 

### Inicio en el toreo
Dio sus primeros pasos en la tauromaquia entre las reses de la finca de la familia Garrido en Alcalá del Río en la que trabajaba su padre y  toreando desde muy niño en herraderos, capeas y tentaderos. Mató su primer novillo a los 19 años en Alcalá del Río el 16 de junio de 1887, día del Corpus. Siguió toreando por los pueblos cercanos a su villa natal (Burguillos, Guillena, La Algaba), hasta que se presentó como novillero el 6 de septiembre de 1889 en Alcalá de Guadaira, con novillos de la ganadería del marqués de Gandul. Un año después, el 6 de septiembre, se presentaba como novillero en Sevilla alternando con los diestros Antonio Arana “Jarana” y Manuel Nieto “Gorete” obteniendo un gran triunfo con ganado de Benjumea, lo que hizo que volviera a actuar en la misma plaza nada menos que en siete  novilladas más en ese mismo año (tres en agosto, dos en septiembre, una en octubre y otra en noviembre).  También participó en  dos novilladas en Valencia y otras dos en Cádiz.
Después de torear de novillero en las plazas de Almería, El Puerto de Santa María, Játiva, Cádiz, San Fernando y las citadas  actuaciones en Sevilla, el 19 de julio de 1891 hizo su presentación en Madrid donde, carente de hechuras de torero, según escribió el crítico de La Lidia, demostró gran serenidad y completo desprecio del peligro. Aplaudidísimo en quites y toreando a su estilo se impuso desde el primer momento, haciendo ver que había allí un torero de porvenir. La empresa le dio una corrida para que torease en unión de Bonarillo el 26 de julio con ganado de Udaeta  donde obtuvo un gran triunfo y banderilleó al quiebro con palos de a cuarta. 
El éxito obtenido en la plaza madrileña le determinó a tomar la alternativa ese mismo año, quedando fijada inicialmente para el 8 de septiembre, pero un puntazo recibido en el muslo toreando el 15 de agosto en Jerez de la Frontera y una cornada de mayor gravedad en la axila, cuando toreaba en Palencia, le obligaron a retrasarla unos días. Lo hizo finalmente el 16 de septiembre, en una actuación que pasó sin pena ni gloria, actuando de padrino «Guerrita» que, para no comprometer al nuevo torero, convaleciente de sus heridas  y con las taleguillas abiertas y sujetas mediante vendas, no quiso tomar las banderillas como le pedía el público. “Salió a Torear casi sin poder moverse”   Así se enfrentó a Toledano, el toro de Saltillo, negro y delantero de cuernas.

### Su carrera taurina
Como torero llevó una carrera fulgurante pero desigual, con frecuentes parones a causa de las numerosas cornadas que recibió, y alguna de gravedad, como la que sufrió en Bayona el 3 de septiembre de 1899, que estuvo a punto de costarle la amputación de una pierna. Volvió a los ruedos en 1901, pero en julio de 1903 se le diagnosticó un tumor en el hígado, a pesar de lo cual todavía el 6 de septiembre toreó en Marsella. Falleció en Madrid el 13 de septiembre en el hospital de Nuestra Señora del Rosario, en el que había sido ingresado para extraerle el tumor.

### Detalle  de sus temporadas

#### 1892
En la temporada de 1892 estuvo alejado de Madrid por sus desafortunadas  actuaciones en las dos últimas corridas a final del año anterior. Llegó a torear en la temporada 92 toros en 40 corridas y los éxitos se sucedieron sin percance grave, aunque fue cogido en Murcia (19.06, volteado, herida contusa en la frente. Enfermería. Continua la lidia)  y El Puerto de Santa María (4.09, toro de Adalid, herido gravemente) que le tuvo veinte días fuera de los ruedos. A resaltar  sus actuaciones en Palma de Mallorca (10.07, éxito clamoroso); Santander (27.07, salida a hombros); Badajoz (15 y 16,08, salida a hombros las dos tardes); El Puerto de Santa María (21.08, Éxito); y Antequera (22.08, éxito).

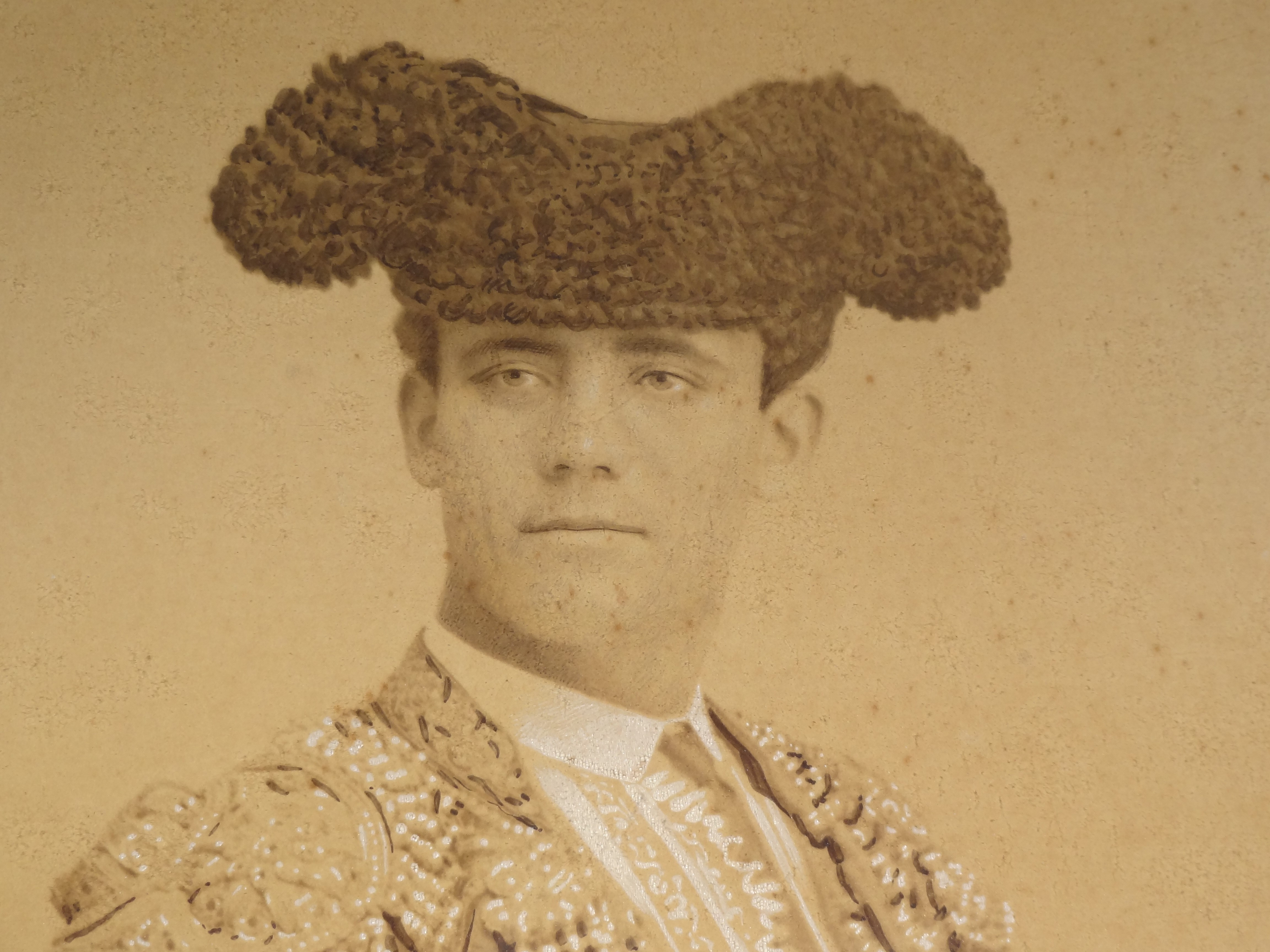
Antonio Reverte. Detalle de un cuadro conservado por su familia.

#### 1893
En 1893 volvió a Madrid y en la primera corrida, el 6 de abril, sufrió una espantosa cogida del toro Canito (Negro, de Benjumea) con  puntazos en el cuello y en el muslo derecho. Restablecido, toreó muchísimo en Madrid (once corridas más) y tuvo en la plaza madrileña la página de oro de su vida y llegó a la cumbre de su apogeo, especialmente en las cuatro corridas de octubre estoqueando  siete toros a los que echó a tierra de ocho estocadas y un pinchazo alto, después de unas faenas muy reposadas, fijos los pies en el suelo, comenzando casi siempre con un cambio ceñidísimo a muleta plegada. Destacó la faena realizada al toro de Palha, Cerrojo, negro, lidiado el día 22,  al que toreó en medio de una constante ovación que se hizo inmensa cuando se premió con ella la soberbia estocada que puso remate a la faena. Sufrió una cornada en el muslo derecho  que no le permitió continuar la lidia. 
Toreó 126 toros en 58 corridas a lo largo de la temporada con éxito diverso. Aparte de las citadas corridas de Madrid, también destacaron sus actuaciones en Pamplona (8.07, orejas); Vitoria (5.08, superior), Bilbao (21.08, oreja); Burgos (5.09, oreja); y Valladolid (28.09, oreja).

#### 1894
En la temporada de 1894 el papel de Antonio Reverte subió por las nubes y las plazas  se lo disputaban. En Madrid  se apresuraron a contratarlo con el público madrileño entusiasmado por la lucha del diestro alcalareño con la declinante valentía de Espartero y la maestría inigualable de Guerrita. Reverte se presentó el 25 de marzo, domingo de Resurrección,  con el toro Pocapena (colorado, de Bañuelos), al que dio  muerte entre una ovación delirante. Y ya terminaron los triunfos. En las siguientes corridas los éxitos fueron medianos. Tras los desastres artísticos vino el desastre físico. Reverte esperaba apoyado en los tableros del 1 en la tarde del 13 de mayo que los peones de su cuadrilla banderilleasen al sexto toro (Latonero, de Udaeta, berrendo negro), cuando en una arrancada de la res se vio obligado a tomar las tablas, saltando el toro tras él, atropellándolo, derribándolo en el callejón y causándole la fractura del peroné derecho, que mal diagnosticada y por ende mal curada en la enfermería, le tuvo sin torear hasta el 19 de agosto, en que lo hizo en Bayona. Con regular éxito continuó la temporada.   Completó 21 corridas y mató 47 toros y  destacó en Bayona (19.08, muy bien); Bilbao (20.06, oreja); Salamanca (13.09, oreja); y Lisboa (18.11, muchas ovaciones).

#### 1895
En 1895 Reverte se resentía de su estado físico y  le marcaba  la ejecución de su toreo, Las cogidas se sucedían. En Sevilla, durante la Feria, el 19 de abril, un toro de Cámara le infería un puntazo en la mano derecha aumentando el extenso catálogo de los percances. El 11 de junio en Madrid,  en la famosa corrida llamada del “Reina Regente”, su primer toro, Limosnero, (de Aleas, colorado), le cogió al dar una gran estocada y lo  derribó, pretendió incorporarse y el toro lo volvió a enganchar recibiendo, aparte de la herida en el muslo derecho, tan tremendo golpe en el vientre, que motivó un colapso que le tuvo veinte minutos inconsciente y que puso en peligro su vida. Entró en reacción después de inyecciones de éter y cafeína en la enfermería. 
El 10 de septiembre en Albacete un toro de Hernán le hirió de gravedad en el muslo izquierdo, junto a la cadera, que tuvo diversas complicaciones y que lo dejó fuera de los ruedos para el resto del año.  Toreó en la temporada 32 corridas y mató 81 toros y destacan sus triunfos en las plazas de Arévalo (2 y 4.06, muy bien en las dos), Mont de Marsan (14.07, muy bien), Santander (29.07, brillante), Bilbao (18.08, oreja) y Valladolid (25.08, 5 orejas).

#### 1896
La temporada de 1896 registra en la historia del diestro un reverdecimiento de los laureles de 1893 y dos tremendas cogidas. Reverte, que había toreado con  gran éxito las corridas de abril de Sevilla, se presentó en Madrid en la 4ª de abono (26 de abril, toros de Ibarra), alcanzando en ella extraordinario lucimiento, que siguió en las corridas del 2 y 3 de mayo con toros de Miura y Aleas. Algo palideció la estrella en la corrida del 10 con reses de Moreno Santamaría; pero se rehízo el espada, y las corridas del 14 y 24 con toros de Miura y Juan Vázquez fueron para él dos triunfos señalados. En la del 31, al rematar con una soberbia estocada la brillantísima faena  hecha al toro Sereno (negro, de Veragua), sufrió una aparatosa cogida, de la que resultó con un puntazo hondo, de bastante gravedad, en el muslo izquierdo, próximo a la ingle. 

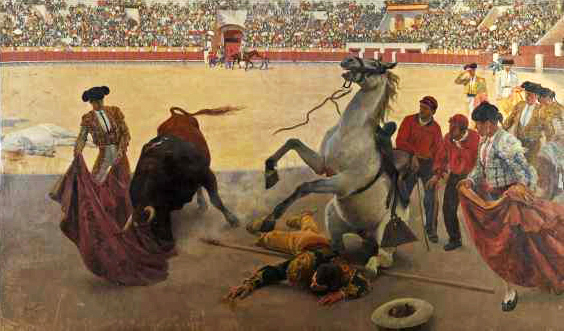
El Quite (1897) de Enrique Simonet.

El mismo toro derribó al picador El Chato y fue corneado en la arena siendo salvado por el oportuno capote de Reverte que inspiró el cuadro del pintor  Enrique Simonet  conocido como “El quite” que se expone en el Museo de Málaga.  Fue un suceso taurino muy comentado en su época.
Tardó bastante la curación hasta su reaparición en Mont de Marsan el 19 de julio. Continuó la temporada  causando entusiasmo, especialmente en Bilbao, a cuyas corridas de feria siempre iba, y de cuyo público fue muy querido. El 7 de septiembre, en Murcia, al recortar capote al brazo un toro de Miura, sufrió un puntazo hondo en el muslo derecho, que fue de muy penosa curación, y en el que hubo la particularidad de penetrar el pitón de la res enfundado con la tela de la taleguilla sin perforarla, caso pocas veces visto, que aconteció de nuevo al diestro en la cogida de Cáceres de 31 de mayo de 1899.
Reverte acabó de torear esta temporada con bastante lucimiento, aunque sin llegar a los éxitos de la primavera, y mucho menos al apogeo del otoño de 1893. Su estrella palideció desde entonces, y aun cuando le quedaban todavía tardes muy lucidas y auras populares, puede decirse que el Reverte de los éxitos terminó allí. En la temporada participó en 42 corridas y mató 99 toros destacando, además de las indicadas ya, en  la segunda de Feria de Sevilla (19.04, triunfo), Jerez ( 29.04, gran triunfo), Mont de Marsan (19.07, 2 orejas), Santander (25.07 y 2.08, oreja en las dos), Bilbao (24.08, oreja) y Sevilla (28.09, triunfo).

#### 1897
La temporada de 1897 fue muy desigual  para Antonio Reverte aunque fue la temporada con más actuaciones de su carrera. Toreó 73 corridas y mató 160 toros. En Sevilla donde tuvo siete tardes solo destacó en la del Corpus que fue muy ovacionado; en Madrid donde toreó en doce ocasiones, solo tuvo éxito en tres. En otras  plazas destacó en todas las siete tardes de Lisboa; en Valencia (7.03, oreja); Nimes (13.06, superior); Medina de Rioseco (24.06, oreja); (Zamora (29 y 30.06, oreja y superior en las dos corridas); Barcelona (4.07, oreja); Pamplona (7.07, oreja), Béziers (11 y 14 .07, orejas y triunfo), Mont de Marsan (18.07, oreja), Vitoria (9.08, oreja), Badajoz (15 y 16.08 gran triunfo en las dos), Bilbao (23,24,25 y 26.08, orejas y superior), Dax (29 y 30.08, orejas y triunfo en las dos), Bayona (5.09, triunfo), Valladolid (18, 19 y 20.09, seis orejas) y Logroño (22.09, oreja).
Tuvo suerte con los toros y solo tuvo cogidas sin consecuencias graves: en Lisboa (el 28 de marzo,   un varetazo en la rodilla; en Sevilla (el 20 de abril, el 4º toro,  con Reverte de espalda y de rodillas, se arrancó y lo volteó quedando  inmóvil boca arriba); de nuevo en Sevilla (el 28  de septiembre. El 4º toro lo cogió aparatosamente, volteándolo y despidiéndolo. Resultó ileso); y en Barcelona (el 10 de octubre en un quite al toro Ropero sufre luxación en el pulgar de la mano derecha. No puede continuar).

#### 1898
En la de 1898 pisó poco la plaza madrileña si se compara con el año anterior, salvo en las tres corridas de marzo, en la llamada “corrida patriótica” dada el 12 de mayo en apoyo de las tropas de la guerra de Cuba y en la del 17 de mayo. Pero se prodigó mucho por el resto de España, Francia (tres corridas en Burdeos, tres en Nimes, y una en Marsella, Toulouse, Dax y Béziers) y Portugal (tres en Lisboa). Toreó 60 corridas y mató 136 toros.  Entre sus actuaciones de más éxito del año se pueden citar las siguientes:  Madrid (6.03, muy bien), Barcelona (24.04, corrida patriótica, gran triunfo), Burdeos ( 1.05, muy bien), Nimes (8.05, muchos aplausos), Lisboa (20.05, ovaciones), Córdoba (31.05, ovaciones), Barcelona (5.06, oreja), Lisboa (19.06, éxito), Nimes (3.07, oreja), Toulouse (14.07, superior), Santander (31.07, oreja), Vitoria (5.08, ovación enorme, cogida), Bilbao cuatro tardes, del 21 al 24 del 8, triunfos y orejas), Dax (28.08, oreja), Murcia (4-5.09, orejas en ambas). 
La cogida más grave de la temporada la tuvo Reverte en Vitoria en la corrida citada del 5 de agosto en que un toro de Benjumea le cornea de manera horrible, le da un varetazo en el brazo derecho  y le produce una herida de 5 cm en la pierna del mismo lado que le tuvo 16 días fuera de los ruedos.  Otro percance menor le ocurrió en Madrid (el 19 de marzo cuando al matar el primero suyo se torció un pie y no pudo seguir la lidia por contusión de segundo grado en la región dorsal tarsiana del pie izquierdo. Tuvo que guardar cama).

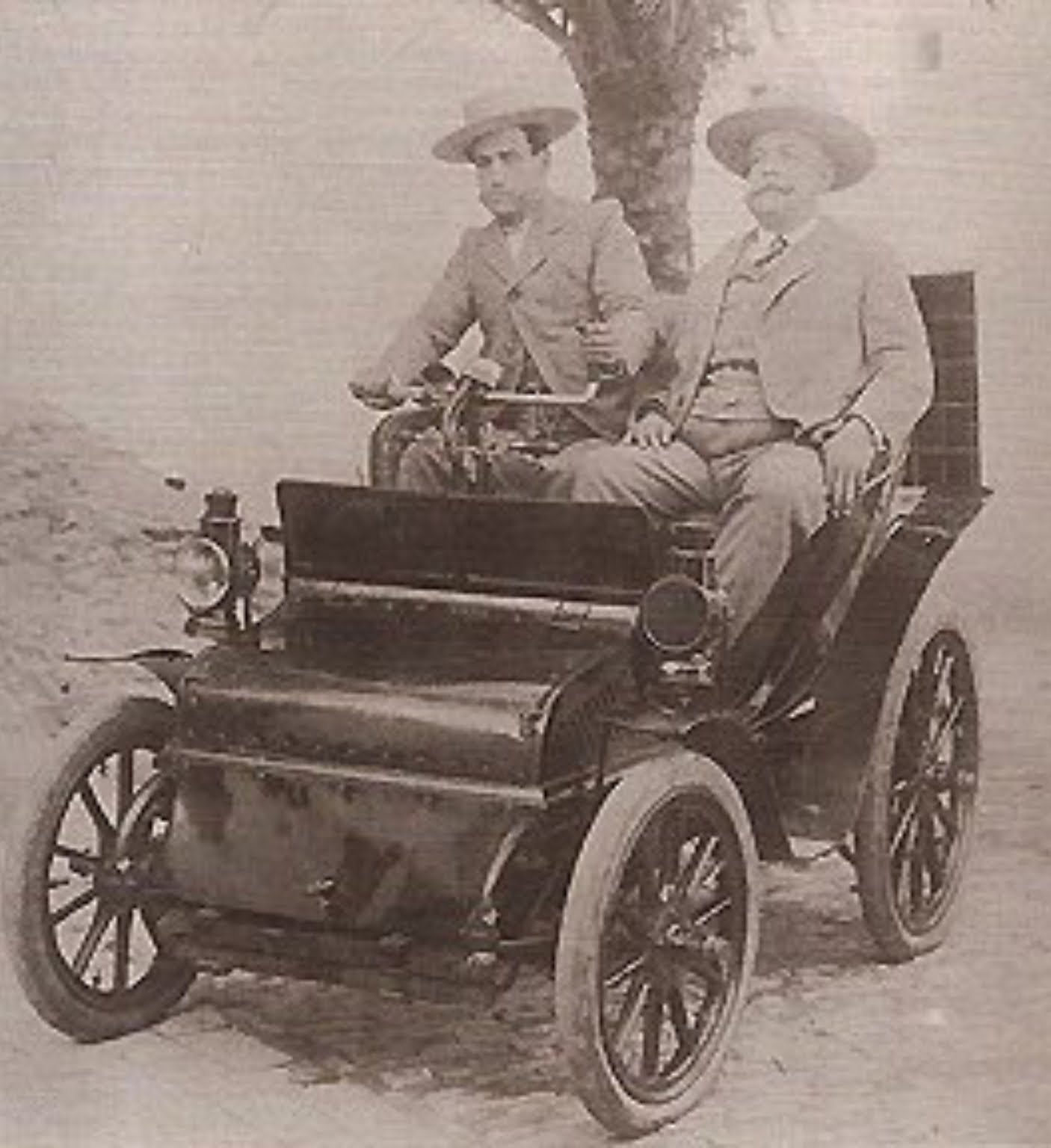
Antonio Reverte y su amigo Braulio Pizarro en el primer coche que llegó a Sevilla.

#### 1899
En el año 1899, que fue el último de su vida torera con plenas facultades físicas, tuvo la enorme desgracia de la cogida de Bayona del 3 de septiembre que lo tuvo apartado de los ruedos todo el año siguiente y que lo dejó muy disminuido físicamente. Toreaba Reverte en Bayona en unión de Guerrita reses de Ibarra. Los toros demostraron mucho poder y por delante de Reverte mandaron a la enfermería a los cuatro picadores. Diecisiete caballos murieron aquella tarde. Dio lucida estocada al segundo toro (Grillito, negro y bien puesto), y se arrodilló delante en un adorno que las plazas francesas le aplaudían con frenesí. El toro estiró el hocico, engatilló al matador por la corva izquierda y le dio una de las más tremendas cornadas que registra la historia del toreo y que conmocionó a toda España en ese momento. Fue muy mal curado en la enfermería que no estaba preparada para una cornada así. Por las curas de los doctores franceses Blazy y Lazeray y los españoles Isla y Bravo, salvó de la amputación la pierna herida, pero quedó muy resentido del percance. Quiso volver a la arena y lo consiguió en 1901.
El año no pudo ser más duro para Reverte. En la inauguración de la temporada en Madrid, el 3 de abril, un toro de Veragua lo achuchó al tomar las tablas dándole un fuerte golpe en la cabeza, a pesar de ello siguió toreando; en la misma plaza el 17 de mayo un toro de Saltillo le daba un ligero puntazo en una rodilla, y en el 31 de aquel mes otro Veragua lo cogía en Cáceres al pasarle la muleta, dándole una profunda cornada en el muslo izquierdo. 
Este año lidió 47 corridas y mató 70 toros. En las plazas en que más toreó fueron Madrid (4 tardes), Lisboa (4), Bilbao(4) y Santander (3). 
Entre sus actuaciones más destacables se pueden citar las de Almería ( 13.03, 2 orejas), Lisboa (26.03, superior), Murcia (4.04, oreja), Lisboa (9.04, éxito), Vichy (Francia, 14.07, 2 orejas), Santander (23.07, muchos aplausos), Bayona (30.07, muy aplaudido),  Narbona (Francia, 6.08, superior) y Bilbao (23.08, oreja)

#### 1900
No torea en todo el año. Dedicado por completo a la recuperación de la movilidad y fortaleza de  la pierna. Incluso viaja a París para una consulta médica. 

#### 1901
En 1901, después de una durísima rehabilitación de la pierna herida en Bayona,  solo lidió corridas en Portugal (cuatro), en Francia (nueve) y dos en España (una en Barcelona y otra en Sanlúcar). En total quince corridas. Fue una temporada para medir sus fuerzas delante de los toros. 
Solo tuvo un percance sin gravedad en Bayona la tarde del 4 de agosto en que recibió una herida en la mano izquierda pasando a la enfermería y sin poder continuar la lidia.

#### 1902
En 1902 volvió con frecuencia a la plaza de Madrid, en donde lidió seis tardes con aplausos del público que  le recompensaba la pasada historia del lidiador y el esfuerzo que le veía hacer por complacerle; pero las facultades no igualaban los arrestos  y se veía claro que el torero había de buscar en el retiro la solución del problema. En el resto de las corridas destacó en Murcia (30.03, superior), Bilbao (17.08, 2 orejas) y Valladolid (28.09, oreja).
Pasó a Méjico en el invierno, yendo a América por primera vez, y allí, según testimonio del corresponsal de Sol y Sombra, tuvo dos fases su trabajo: deficiente la primera, brillantísima la segunda. Tuvo que enfrentarse a dificultades contractuales con el empresario de la plaza “México”, la principal de la capital, y dejó un buen cartel de su nombre y de su valentía.
Toreó 4 corridas antes de acabar el año (3 en la capital y una en Chapultepec). En la del 28 de diciembre tuvo un éxito arrollador y, probablemente, fue su mejor actuación en Méjico.
En la temporada lidió un total 28 corridas: 22 en España, 2 en Portugal (Lisboa y Oporto) y 4 en Méjico.
Tuvo cogidas sin consecuencias en Oporto (6.04,  en banderillas, en el 5º, fue cogido y tirado a bastante altura); en Madrid (2.05, en el 5º, al matar, pincha, sale de rebote, le flaquea la pierna izquierda, cae al suelo y el toro lo pisa varias veces); en Palencia (19.05, herido de un puntazo en la tetilla izquierda.); y en Madrid (29.05, 4º toro. Cardenito. Le alcanza y lo tira al suelo, dándole fuerte porrazo contra la arena. Pasa a enfermería) y en Méjico (28.12,  el toro lo acuna y lo arroja a gran distancia).

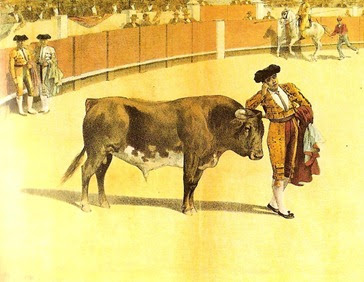
Reverte después de un quite. La Lidia 25.05.1896

#### 1903
La temporada de 1903 siguió  en Méjico hasta su regreso a España el 3 de abril (siendo opinión general que se retiraría, pero no fue así). Allí toreo ocho corridas (7 en la capital y 1 en Torreón) con gran éxito en todas ellas y reconocimiento general por toda la prensa mexicana de la época. Una de las más destacadas fue la del 8 de marzo en homenaje del gobierno de Méjico a los tripulantes del buque escuela de la marina española Nautilus que había hecho escala en Veracruz y Reverte fue muy ovacionado. 
El resto de la temporada  toreó en Oporto (5 de julio)  y Lisboa (12 de julio) y fue a Marsella a lidiar reses de Benjumea, en unión de Morenito de Algeciras y Revertito, su sobrino,  la tarde del 6 de septiembre. Aquella fue su última corrida . El último toro que mató fue berrendo  en negro y bien puesto, lo picó superiormente su antiguo picador Agujetas, le banderillearon Pajalarga y Perdigón, y fue al desolladero de una estocada hasta la mano, atravesadilla, obteniendo el espada una gran ovación.

#### Septiembre de 1903. Operación y muerte.
El mes de septiembre es memorable en la vida de Antonio Reverte: en él recibió la alternativa, en él fueron sus mayores triunfos, en él sufrió la cogida de Bayona y en él murió.
A su regreso de Marsella ingresó, según plan previamente establecido, en el sanatorio de Nuestra Señora del Rosario de Madrid, para ser operado por el Dr. Juan Bravo de un grave tumor que padecía en el hígado y que le fue diagnosticado en julio en Lisboa. La operación, según el cirujano, fue bien, pero sobrevino una complicación y Reverte fallecía en la madrugada del 13 de septiembre de 1903 a los 35 años de edad, cuando le restaba poquísimo tiempo de andar entre los toros y podía gozar, en la intimidad de su hogar, la fortuna, ni opulenta ni escasa, ganada entre tantas ovaciones y a trueque de tanta sangre de sus venas.
Su entierro fue una enorme manifestación de duelo tanto por las calles de Madrid hacia la estación de Mediodía, como por las calles de Sevilla hasta su entierro en su pueblo natal a donde fue trasladado y en donde se le dio sepultura  en la cripta de la Capilla de Veracruz de Alcalá del Río, de cuya Hermandad fue Hermano Mayor y su gran benefactor y en cuya lápida se puede leer:
DUERME, QUE LLORANDO ESTÁ
TU PUEBLO DE SENTIMIENTO,
EL QUE NUNCA OLVIDARÁ
CON NOBLE AGRADECIMIENTO
TU PROTECCIÓN Y BONDAD

### El toreo de  Reverte
Reverte no fue un torero de esos excepcionales que marcan una época; pero fue un temperamento, un carácter, una nota brillante con sello propio y algunas de sus suertes, desplantes y recortes pervivieron en diestros posteriores.

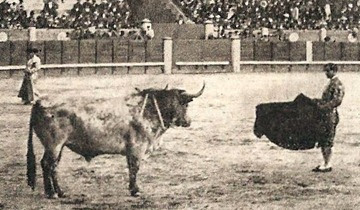
Reverte citando de muleta. Toro de Veragua. 7.05.1899

Reverte sobresalió por su arrojo, por su capacidad imaginativa para inventar nuevas suertes y por su personalidad arrolladora que fascinaba a los públicos y que desbordando los propios límites de las plazas de toros de España y América comunicaba con públicos que trascendían al círculo de la mera “afición” taurina.
"Su exagerado valor, del cual se complace en hacer alarde, derrochándolo verdaderamente, le conquista las simpatías del espectador; sus cambios capote al brazo, su frescura y atrevimiento en los trances difíciles, sus pares de banderillas, quebrando tan en corto que parece que no tiene salida sin enganche o revolcón y hasta el modo de entrar a  herir son causa de que arrebate hasta el frenesí a los concurrentes" 
Su toreo era aplomado y seco, sin adornos ni gentilezas, pero pródigo en instantes efectistas de bizarría y de bravura pero de  estilo no depurado.
Se colocaba un poco largo de los toros cuando montaba la muleta para ir a matarlos, pero les arrancaba  tan por derecho y con tanta decisión, que era lo más usual que hundiese el estoque hasta la cruz en lo alto de las agujas, mientras, aprovechando el estado de la fiera herida, salía del embroque no muy desahogadamente en honor de la verdad. Rodaban los toros como pelotas, se entusiasmaban los públicos y el torero  alcanzaba popularidad y renombre.
Pero lo que más se le daba no era ciertamente sus tremendas estocadas arrancando, ni su toreo, que por condiciones físicas innatas hacía ceñidísimo y aplomado, sino “una cosa nueva”,  un algo especial, con sello propio,  que importó en el redondel: el recorte de Reverte capote al brazo.
Ya fuera antes de comenzar los picadores su tarea, ya a la terminación de algún quite en la suerte de vara, cuando venían los toros sobrados, bravucones y enteros, Antonio Reverte clavaba los pies en la arena adelantaba el brazo derecho con el capote plegado en él, esperaba y aguantaba el empuje del toro y se lo vaciaba, recortándolo con vuelo airoso de la tela al plegar el brazo al tórax con rápido movimiento. Salían los toros rebotados del lance y si eran bravos se revolvían, y entonces la suerte sucedía así una, dos, tres, hasta siete u ocho veces en ocasiones, destrozando  a la res, que cada vez hacía más corto el viaje y más se aplomada. En  momento oportuno un peón, diestramente colocado, avisaba al toro, y Reverte se salía del terreno en medio de una ovación. Eran sus famosas revertinas.
En su cuadrilla, que fue siempre escogida, figuraron en las diversas épocas los siguientes diestros: como picadores, Parrao, Charpa, Agujetas, Melones, Badila y Chano, y como banderilleros Rodas, Moyano, Ostioncito, Creus, Curriche, Pulguita, Barquero, Blanquito, Revertito, Galea, Perdigón y Niño de la Huerta.

### Un torero de leyenda
Reverte fue una de las grandes figuras del toreo de su época, y así ha quedado reflejado en los anales de la tauromaquia, pero también quedarán en el recuerdo su célebre pañuelo, los romances y las coplas que cantaban su gallardía, valor y amores, que forjaron su leyenda. Una estrella fulgurante que cruzó, vertiginosa, la gloria taurina  y que con su buen plante y su fama de galán le convirtieron en objeto de deseo de los  públicos femeninos. El valor, la inventiva, la generosidad, la simpatía de Reverte empujaron a que poetas, artistas, músicos, novelistas, rapsodas y tonadilleros se entregaran, con sus creaciones a recrear la imagen del matador  
La novia de Reverte
tiene un pañuelo
con cuatro picadores
Reverte en medio.

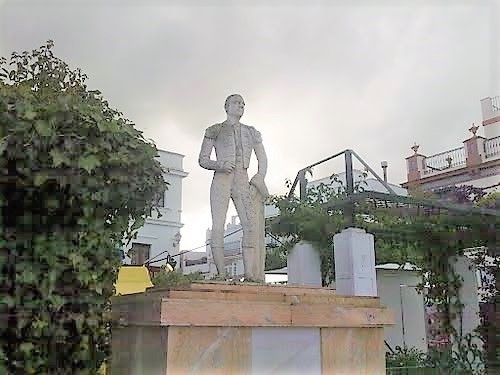
Monumento a Antonio Reverte en Alcalá del Río.

En los días de su mayor popularidad había, sombreros Reverte, chaquetas Reverte, corbatas Reverte, peinados a lo Reverte..., bebidas, chocolates… con la marca de su nombre.  
A engrandecer  su leyenda influyó su entorno fuera de las plazas como su afición  a los adelantos modernos siendo, por ejemplo, de las primeras personas que tuvo un automóvil en España y el primero que circuló por Sevilla en coche ante la sorpresa de los viandantes; y su atracción para las mujeres que le llevó a las páginas de periódicos y revistas con su famosa novia (Josefa Olmedo), la actriz Paola del Monte y  la vicetiple Matilde Pretel.
El monumento levantado en la Plaza de España  de Alcalá del Río,  mirando al Guadalquivir y frente a la que fue su casa y la de su familia, mantiene viva su memoria. 

## Carrera
- Primera novillada: 1889 en Alcalá de Guadaira con novillos del marqués de Gandul.
- Presentación en Madrid: 19 de julio de 1891, alternando con Juan Gómez de Lesaca y Miguel Báez, «Litri». Novillos de las ganaderías de Trespalacios y Carrasco.
- Alternativa: Madrid, 16 de septiembre de 1891. Padrino, «Guerrita». Toros de la ganadería de Saltillo.